# Harkerudssjön
Harkerudssjön är en sjö i Munkedals kommun i Dalsland och ingår i Örekilsälvens huvudavrinningsområde. Sjön är 30 meter djup, har en yta på 0,09 kvadratkilometer och är belägen 148 meter över havet. Vid provfiske har abborre fångats i sjön.